# ファーテメ・バラガーニー
ファーテメ・ハーノム・バラガーニー・ガズヴィーニー（ペルシア語: فاطمه خانم برغانی قزوینی；1814-20年 - 1852年8月31日）は、イランの著名詩人でバーブ教神学者。ターヘレ（アラビア語：طاهره‎  "清浄なるもの"）もしくはクッラトゥル・アイン（アラビア語：قرة العين‎  "目の至福"）の称号で知られている。バハイ教徒、アザリー派双方から優れたバーブ教徒の一人として崇敬を受け、しばしばバハーイー文学で女性の権利を求める戦いの中で示された勇気の例として言及される。処刑の際に出生記録は抹消されたため、生年月日はよくわかっていない。

## バーブ教への入信
ファーテメはモッラー・モハンマド・サーレフ・バラガーニーの娘として、テヘランの近くのカズヴィーンで育った。13歳のとき、同地でいとこのモハンマド・イブン・モハンマド・タギーと結婚し、二人の息子と一人の娘をもうけた。父から宗教的教育を受け、やがてイラクのアタバート（シーア派聖廟都市）で全盛期にあるシャイヒー運動指導者らとのやりとりを始める。最終的に彼女は自分でその地へと赴いた。
彼女は本名とは別に、シャイヒー運動の第2代指導者であるラシュトのセイイェド・カーゼムによって与えられたもうひとつの宗教的呼び名であるクッラトゥル・アインとしてもよく知られている。カーゼムの死後、彼女は文のやりとりを通してシーラーズのセイイェド・アリー＝モハンマド（バーブ）の存在を知り、マフディーとして受け入れた。彼女は『生ける文字』（アラビア語: حروف الحی）として知られるバーブの使徒の17番目のメンバーとして加わった。彼女はバーブの使徒の中で唯一の女性であり、そのため時にマグダラのマリアとの類似性を論ぜられることもある。しかし他の「生ける文字」らと異なり、彼女はバーブに直接面会したことはなかった。

## バーブ教徒として
イラクのカルバラーに滞在中に、彼女は自らが信じるに至った新しい信仰を説き始めた。シーア派の聖職者たちによる抗議ののち、政府は彼女はバグダードに移送した。その地で彼女はバーブ教に対する公的な発言を開始し、シーア派の聖職者との論争に従事するようになった。ここに至ってバグダードの有力者たちは知事と交渉し、ペルシア人であることを理由に、彼女の件はイランで審理されるべきだと主張した。そしてかれらは彼女と他のバーブ教徒をペルシア国境まで移送した。
カズヴィーンに戻る旅の間に、彼女はバーブの教えをケランドとケルマーンシャーで説き、ケルマーンシャーの指導的聖職者アーガー・アブドッラーヘ・ベフバハーニーとも議論を行った。彼はこの時ファーテメの父に、親戚を通じて彼女をケルマーンシャーから追い払わせるよう手紙を書いた。彼女はその後サフネという小さな町を訪れ、続いてハマダーンに入ったところで、ガズヴィーンに彼女を呼び戻すために派遣された彼女の兄弟と面会した。彼女はこの町でバーブに関する公的な発言を行った後、ガズヴィーンに兄弟とともに戻った。ガズヴィーンに戻ると、彼女は夫と非公式に別れ（ただしイスラーム百科事典では『離婚』したとしている）、3人の子供と引き離されることになった。これは夫の家族がバーブ教に対して否定的だったためであるとされている。
ガズヴィーン滞在中、彼女の叔父であるモッラー・モハンマド・タギー・バラガーニーが殺され、このことに関して彼女への批判が相次いだ。彼は長らく シェイフ・アフマド・アフサーイーと対立し続けていた。ファーテメのガズヴィーン滞在中、バラガーニーはバーブとその信徒を攻撃する説教を行った。殺害者を特定する確固たる証拠は何もなく、彼女が関与しているかどうかを確かめる証拠もなかった。しかしこの出来事によって、彼女はテヘランに移送され、軟禁されることになる。

### バダシュト会議
1848年のバーブ逮捕の後、バハーウッラーはファーテメがテヘランを離れ、バダシュトでのバーブ教指導者による会合に出席できるよう取り計らった。この会議ではシャリーアは廃され、バーブ教の法に改められたことを公にしたが、彼女はこの会議の間ヴェールを取って公の場に姿を見せたことで強く記憶されることになった。清浄なる者を意味するターヘレという呼称は、このバダシュト会議で与えられたものである。バハイ教の資料によれば、バハーウッラーがこの称号を与えたとしている。

## 処刑
バダシュト会議が終わった後, ターヘレは捕らえられ再びテヘランで軟禁状態に置かれた。この間多くの人々、とりわけ女性が彼女の元を訪れ、説教に聞き入った。バーブの処刑の2年後, 3人のバーブ教徒が自ら首謀して外遊からニヤーヴァルフィンにある宮殿へと戻る途中の国王ナーセロッディーン・シャーを暗殺しようと試みた。この試みは失敗したが、バーブ教徒への新たな迫害のきっかけとなった。1852年の8月31日、ターヘレを含む30人のバーブ教徒がテヘランで死刑に処された。彼女はこの時30代の初頭から半ばであり、テヘランのイールハーニー庭園で処刑されたとされている。多くのバーブ教徒やバハイ教徒の歴史家は彼女を知る機会のあった官吏の夫人を引用して、ターヘレは酔った政府の官吏によってヴェールで首を絞められて処刑されたが、そのヴェールは彼女が将来の殉教のためにあらかじめ用意してあったものだったとしている。遺体は庭の井戸に投げ込まれた。
彼女の言葉の中でもっともよく引用されるものの中に、最後の発言である「あなたはいつでも私を殺せるだろう、しかしあなたは決して女性の解放を止めることはできない」というものがある。
歴史的人物としてのターヘレはバハイ教徒の間でもっともよく知られているものの、彼女の影響はバハイ教の枠内にとどまらない。例として イランの英文学者であるアーザル＝ナフィースィー は2003年の10月10日にPBSのニュースアワーで「ヴェールを取り、政治的、宗教的正統説に疑問を投げかけた最初の女性は1800年代の初頭に生きたターヘレです……そして私たちはこの伝統を引き継いでいるのです」と発言した。

## 資料に関する付記
イスラーム百科事典の記事（クッラトゥル＝アインで立項）を除き、英語資料はもっぱらバハイ教徒によるものか、あるいはバハイ教徒資料に拠ったものである。これらは主として彼女の生涯に関する物語的性格を持つ記録および少数だが彼女の詩の選集からの翻訳によって構成されている。

## 注
1. 1 2 3 4  `Abdu'l-Bahá (1997) [1915]. Memorials of the Faithful (Softcover ed.). Wilmette, Illinois, USA: Bahá'í Publishing Trust. ISBN 0-87743-242-2
2. ↑  Mazal, Peter (2003年10月21日). “Selected Topics of Comparison in Christianity and the Bahá'í Faith”.   bahai-library.org. 2006年6月25日閲覧。
3. ↑  Nabíl-i-Zarandí (1932). Shoghi Effendi (Translator). ed. The Dawn-Breakers: Nabíl's Narrative (Hardcover ed.). Wilmette, Illinois, USA: Bahá'í Publishing Trust. pp. pp 278-300. ISBN 0-900125-22-5
4. 1 2 3 4  Balyuzi, Hasan (1973). The Báb: The Herald of the Day of Days. Oxford, UK: George Ronald. pp. 163-171. ISBN 0-85398-048-9
5. 1 2 3 4 5 6  Maneck, Susan (1994年). “Religion and Women”.  Albany:  SUNY Press. 2008年12月5日閲覧。
6. ↑  Táhirih mentioned on PBS NewsHour –  2003年にノーベル平和賞を受賞したシーリーン・エバーディーに関するPBSの討論の最中における、著名な学者アーザル＝ナフィースィーによるペルシア・フェミニズムの創設者としてのターヘレへの言及